# Нићифор I Комнин Дука
Нићифор I Комнин Дука (грчки: Νικηφόρος Α΄ Κομνηνός Δούκας) (рођен око 1240. - умро око 1297) је био епирски деспот од око 1267/8. до око 1297. године.

## Биографија
Нићифор је био најстарији законити син деспота Михаила II Комнина Дуке владара Епира и деспине Теодоре од Арте. Верио се 1249. године, Маријом, унуком цара Јована III Дуке Ватаца. Никејски цар доделио му је титулу деспота. Брак је склопљен 1256. године у Солуну, али је Марија умрла око 1258. године. Нићифор се у наредним годинама бори против византијског цара Михаила VIII Палеолога који 1261. године, ослобађа Цариград латинске власти. Непосредно пре тога вођена је битка код Пелагоније у којој су деспот Михаило II Комнин и Нићифор поражени и присиљени на повлачење. Никејци заузимају већи део Епирске деспотовине 1259. године. Нићифор одлази на Апенинско полуострво где добија помоћ свог зета, краља Манфреда Сицилијанског. Након још једног пораза, деспот Михаило II и Нићифор присиљени су на мир. Нићифор се оженио сестричином цара Михаила VIII, Аном Кантакузином.
Нићифор је 1267/8. године наследио оца на челу Епирске деспотовине, док је тесалске области добио његов полубрат Јован, незаконити син деспота Михаила II. Деспот Нићифор I је морао да се обрачуна са Карлом I Анжујским који је елиминисао краља Манфреда Сицилијанског и кренуо његовим стопама заузевши Драч 1272. године.Када су Византинци нарушили Нићифорове интересе у својој одмазди против краља Карла I 1274. године, деспот Нићифор I је започео преговоре са краљем Карлом I и склопио савез са њим 1276. године. Деспот Нићифор I се приближава коалицији краља Карла I Анжујског којој је циљ био обнова Латинског царства. Коалиција краља Карла I Анжујског, деспота Нићифор I и његовог полубрата севастократора Јована I Дуке од Тесалије добила је неколико градова, укључујући Бутринт 1278. године. Иронично, док су били у савезу са католичким монархом, деспот Нићифор I и севастократор Јован I су деловали као присталице антиунионистичке фракције у Византији, коју су заштитили од прогона цара Михаила VIII. Деспот Нићифор I 1279. године прихвата вазални однос према краљу Карлу I Анжујском и том прилиом му предаје Бутринт. Византинци освајају неке његове поседе у Албанији. Сицилијанска вечерња 1282. године, која је делимично подстакнута дипломатијом цара Михаила VIII довела је до распада антивизантијске коалиције. Краљ Карло I Анжујски изгубио је острво и остала му је само Напуљска краљевина.
Под царем Андроником II одбачена је Лионска унија 1282. године. Деспот Нићифор II, посредством своје супруге деспине Ане Кантакузин Палеолог ступа у преговоре са царем Андроником II. Под великим утицајем супруге, деспот Нићифор I постаје оружје византијске политике, уперено против севастократора Јована I Дуке, свог полубрата. Јованов син Михаило на превару је намамљен у Арту (обећан му је брачни савез), одакле је послат у Цариград где је и умро утамничен. У знак одмазде, севастократор Јован I је опустошио Епир до околине Арте (1285. године). Деспот Нићифор I остаје у савезу са Византијом. У томе му помаже супруга деспина Ана. Она је настојала да се њихова ћерка Тамара уда за цара Михаила IX, сина и савладара цара Андроника II Палеолога. Пројекат уједињења Епира и Византије није успео. Ипак, Тома, Нићифоров и Анин син, добио је од цара титулу деспота 1290. године.
Преговори о ступању у нову антивизантијску коалицију са краљем Карлом II Напуљским (1291. године), довели су до новог рата са Византијом. На интервенцију краља Карла II, деспоту Нићифору I пристижу у помоћ гроф Ричард Орсини, владар Кефалоније, и кнез Флоран Ахајски. Византијски напад је сузбијен. Деспот Нићифор I је своју ћерку Марију удао за наследника Кефалоније. Тамара је удата за кнеза Филипа I Тарентског, сина краља Карла II. Краљ Карло II је пристао да Тамара задржи православну веру, али је проглашена наследницом уместо свог брата. Венчање је организовано 1294. године. Тамара је кнезу Филипу I донела неколико приморских утврђења у мираз. Кнез Филип I је истовремено у Грчкој добио права и потраживања свог оца.
Краткотрајан рат избио је због напете ситуације између локалних грчких земљопоседника и нових анжујских господара, рат је искористио синовац деспота Нићифора I владар Тесалије, успео је да заузме углавном тврђаве које су предате кнезу Филипу I, рат је окончан 1296. године. Деспот Нићифор I је умро убрзо након закључења мира. Његова удовица деспина Ана обезбедила је да га наследи малолетни син Тома.

## Потомство
Деспот Нићифор I Анђел је имао две супруге, Марију Ласкарис, ћерку цара Теодора II Ласкариса и Ану Кантакузин, сестричину цара Михаила VIII Палеолога. Марија му је родила једну ћерку, а Ана четворо деце:
Деспот Нићифор I је из првог брака имао ћерку Марију. Удала се за будућег грофа Јована I Орсинија од Кефалоније (1304–1317) 1294. године; њихови синови Никола Орсини и Јован II Орсини постали су деспоти у Епиру.
Са својом другом женом деспином Аном, сестричином цара Михаила VIII Палеолога, деспот Нићифор I је имао троје деце:
- Тамара, удата за кнеза Филипа I Тарентског, сина краља Карла II Напуљског
- Михаило[5] био је талац у Гларенци 1279–1281. године[6], умро је пре оца
- Тома I Комнин Дука, наследио оца као владар Епира.